# リーガン・フッド
リーガン・フッド（Regan Hood、1983年8月10日 - ）は、アメリカ合衆国の元女子バレーボール選手。元アメリカ代表。

## 来歴
ルイジアナ州立大学を卒業後、スペイン、フランス、オランダなどのクラブリーグで活躍。
2011年、アメリカ代表に初選出される。2013年のFIVBワールドグランプリに出場した。

## 球歴
- Club 15-15（2005-2006年）
- DOK Dwingeloo（2006-2007年）
- CV Albacete（2007-2008年）
- Terville Florange Olympique Club（2008-2009年）
- ASPTT Mulhouse（2009-2011年）
- VKバクー（2011-2012年）
- CS Dinamo Bucureşti（2012-2013年）
- İlbank（2013-2015年）
- Criollas de Caguas（2015年）
- サリエル・ベレディイェスポル（2015-2016年）
- MKS Dąbrowa Górnicza（2016年）
- Jakarta Pertamina Energi（2017年）
- Samsun Anakent（2017-2018年）
- サヴィーノ・デルベーネ・スカンディッチ（2018年）
- オリンピアコスCFP（2018-2021年）
- CSMヴォレイ・アルバ・ブラジ（2021年）
- Leonas de Ponce（2021年）